# Noa Kirel
Noa Kirel (en hebreo: נועה קירל; Ra'anana, Israel; 10 de abril de 2001) es una cantante, rapera, compositora, productora discográfica, bailarina, actriz, modelo y presentadora israelí, cuya carrera artística comenzó en el año 2015 gracias a su participación en un programa de televisión. Noa es una de las cantantes más importantes de la escena pop de Israel a pesar de su juventud.
Noa Kirel ganó el premio a «Mejor Artista Israelí» en los MTV Europe Music Awards de 2017, celebrados en el Wembley Arena de Londres, donde fueron premiados otros artistas internacionales de la talla de Dua Lipa, Camila Cabello o Coldplay. Asimismo, representó a Israel en el Festival de Eurovisión 2023, celebrado en Liverpool, Reino Unido.

## Biografía
Noa Kirel nació y se crio en la ciudad israelí de Raanana en el seno de una familia israelí de origen austriaco y marroquí. Sus padres se llaman Amir y Eilana, mientras que su hermano es el rapero israelí Ofree Kirel. Noa se dio a conocer ante el público israelí por participar junto a su padre en un docu-reality donde distintos padres apoyaban a sus hijos a conseguir sus sueños que, en el caso de Noa, era ser cantante.

## Carrera musical

### 2015-2016: Comienzos musicales y primeros sencillos
En marzo de 2015, Noa Kirel lanzó su primera canción llamada «מדברים» («Medabrim»), que fue compuesta por el rapero israelí E-Z, y que recibió numerosas reproducciones en la página web de Frogi, un canal israelí de niños. A su vez, la canción fue lanzada en el canal oficial de Youtube de la cantante, que consiguió millones de visitas en poco tiempo. Siguiendo la estela de su primer single, Noa Kirel publicó en agosto de 2015 la canción «קילר» («Kiler») compuesta por Omri Segal 69, cuyo videoclip provocó una controversia en Israel, debido al contenido de la letra y a lo provocativo de sus movimientos para una joven de tan solo 14 años. A pesar de ello, el videoclip, que fue grabado en el puerto de Asdod, se convirtió en un gran éxito, siendo el más visto de la corta carrera musical de la artista con más de 11 millones de visitas en Youtube.
En noviembre de 2015, Noa publicó un nuevo single llamado «יש בי אהבה» («Yesh Bi Ahava»), con una imagen más pop y menos rapera que su anterior single (aunque continuaba habiendo rap en el tema), siendo el primero de sus sencillos en entrar en un ranking de temas musicales de Galgatz en la radio israelí. Posteriormente, fue lanzado una versión remix del tema por el DJ israelí Eden Shalev.
El 18 de abril de 2016, Noa Kirel lanzó su cuarto sencillo musical llamado «רק אתה» («Rak Ata»), un tema creado por Alon de Loco, que combina el inglés y el hebreo, y por el que Kirel comenzó a ser considerada por muchos medios de comunicación como la mejor promesa del pop israelí. El tema seguía la estela de «ק'לר» («Kiler»), donde podíamos ver a una Noa muy guerrera y salvaje, con un videoclip donde se recreaba la selva.

### 2016-2017: Giro hacia la música pop, papel como actriz y premio MTV EMA
En julio de 2016, Noa lanzó un nuevo single llamado "חצי משוגע" ("Hazi Meshuga"), un tema que marcó un giro hacia el mundo pop de la artista, siendo el primer sencillo donde no introduce el rap, siguiendo un estilo pop-dance.La canción recibió críticas principalmente positivas, ya que se había demostrado una madurez en la voz de la artista y en su música. A finales del mes de agosto, con motivo de la vuelta al colegio, Noa Kirel participó en una campaña de Kravitz lanzando el tema "ביי לחופש" ("Bay Lachofesh"), para promocionar productos escolares como mochilas o lápices, siendo la primera campaña publicitaria que utilizó la imagen de Noa para llamar la atención de los más jóvenes, entre los que es una estrella. Durante el mes de septiembre de 2016, Noa Kirel participó en el doblaje al hebreo de la película Trolls, además de ser imagen de otra campaña publicitaria de una marca de gafas de sol.
Durante 2016, la artista fue nominada como "Mejor artista israelí" por los premios MTV Europe Music Awards.
El 1 de diciembre de 2016, Noa Kirel publicó "תן לי סימן" ("Ten Li Siman"), un tema pop producido por Doli 'n' Penn, que ya habían trabajado con la artista en el sencillo "חצי משוגע" ("Hazi Meshuga"), y que obtuvo críticas muy positivas tanto en la canción como en el videoclip, al considerarse como algo nuevo y diferente dentro del panorama musical israelí. A finales de 2016, Noa Kirel ganó el premio a "Cantante del año" por el canal infantil Arutz HaYeladim.
El 13 de febrero de 2017, Noa Kirel, en colaboración con Sagi Breitner, lanzó el tema "לרקוד" ("Lirkod"), que sirvió como promoción y cabecera del programa Lipstar del canal infantil Kidz, que sería presentado por ellos mismo, siendo la primera aparición de Noa Kirel como presentadora. Asimismo, Kirel actuó como telonera en el concierto de Lali Esposito, durante el "Soy Tour", a su paso por Tel Aviv el 13 de abril de 2017.
En mayo de 2017 la cantante lanzó el sencillo "מקום לשינוי" junto al cantante israelí de origen etíope Avior Malasa, quien había compuesto y escrito el tema, y había sido producido por Jordi. La canción, junto al videoclip, filmado en el antiguo Ayuntamiento de Tel Aviv, recibió críticas positivas, que alagaron la unión de dos de los cantantes pop más importantes del país.
Kirel lanzó durante junio de 2017 el tema "כמעט מפורסמת" ("Kimat Mefursemet"), que fue la banda sonora de la película juvenil del mismo nombre, donde Noa participaba y que fue lanzada en los cines el 22 de junio de 2017. En la película, Noa interpretaba a Rotem Levi y la película estaba protagonizada por el joven actor israelí de origen estadounidense Omer Dror. Junto a la banda de rock Red Band, la artista publicó el tema "Wow", para una campaña publicitaria.
El 15 de agosto de 2017, se publicó el primer videoclip del hermano de Noa, Ofree Kirel, donde esta participaba. A finales de agosto, Noa Kirel lanzó una cover de la canción "אצל הדודה והדוד" ("Azal HaDoda VeHaDod") junto a Agam Buhbut, originaria del cantante Danny Sanderson, por lo que Noa recibió muy buenas críticas al realizar una versión del tema muy moderna acompañada de otra de las voces juveniles más potentes del panorama musical israelí. La joven seguiría dando pasos agigantados en su papel como actriz al participar en la versión israelí del musical Los tres mosqueteros (en hebreo: שלושת המוסקטרים) durante las fiestas de Janucá, publicando el tema "מי ייתן לי את הכוח" ("Mi Yiten Li Et HaKoach").
En octubre de 2017, Noa Kirel publicó una versión en hebreo de la canción "Τι Κοιτάς" ("Ti Koitas") de la cantante griega Eleni Foureira. El tema, llamado "טיקיטאס" ("Tikitas") contó con la colaboración de Stephane LeGar y Arisa, y se convirtió en un gran éxito en las radios israelíes.
En noviembre de 2017, Noa asistió a la ceremonia de los premios MTV Europa en la categoría de "Artista Internacional", donde llamó la atención el atuendo de la artista, un outfit con unas grandes hombreras en forma de balón. En dichos premios, Noa Kirel consiguió el premio a "Mejor Artista Israelí" con tan sólo 16 años de edad.
El 31 de diciembre de 2017 se publicó que Noa Kirel sería jurado de la versión israelí de Got Talent, junto al productor musical, la actriz Maya Dagan y Maor Zaguri.

### 2018-presente: Papel protagonista en כפולה (Kfula)
Desde el 1 de enero de 2018, Noa Kirel es la protagonista de la serie כפולה (Kfula), donde interpreta dos papeles principales, uno como ella misma y otro como Kitty Popper, una bloguera. La serie es retransmitida en el canal Kidz en YES y en HOT.
En junio de 2020, se anunció oficialmente que Noa había firmado un contrato con el sello estadounidense Atlantic Records, siendo la primera artista israelí en hacerlo.
En julio de 2022 se confirmó que sería la representante de Israel en el Festival de la Canción de Eurovisión 2023, celebrado en Liverpool (Reino Unido), con el tema "Unicorn", interpretado en inglés y en hebreo.
Finalmente, Noa Kirel quedó tercera en Eurovisión 2023 (luego de que en Eurovision 2022 lo hiciese Chanel representando a España).
Eso sí, Kirel quedó segunda en los jurados y dentro del TOP5 en el televoto sumando un total de 362 puntos, haciendo historia con su memorable dance-break de su canción 'Unicorn', que interpretó en la ciudad inglesa para representar a Israel en el Festival de la Canción de Eurovisión.
Así mismo cabe destacar que Noa también quedó tercera en su correspondiente semifinal.
En la final; Noa ganó el voto del resto del mundo.

## Discografía

### Sencillos
| Título                                           | Año  | Álbum               | Recording Label               |  |
| ------------------------------------------------ | ---- | ------------------- | ----------------------------- |  |
| "Medabrim"                                       | 2015 | Sencillos sin álbum | NMC United Entertainment Ltd. |  |
| "Killer"                                         | 2015 | Sencillos sin álbum | NMC United Entertainment Ltd. |  |
| "Yesh Bi Ahava"                                  | 2016 | Sencillos sin álbum | NMC United Entertainment Ltd. |  |
| "Hatzi Meshuga"                                  | 2016 | Sencillos sin álbum | NMC United Entertainment Ltd. |  |
| "Rak Ata"                                        | 2016 | Sencillos sin álbum | NMC United Entertainment Ltd. |  |
| "Ten Li Siman"                                   | 2016 | Sencillos sin álbum | NMC United Entertainment Ltd. |  |
| "Kima'at Mefursemet"                             | 2017 | Sencillos sin álbum | NMC United Entertainment Ltd. |  |
| "Tikitas" (con Stephane Legar)                   | 2017 | Sencillos sin álbum | NMC United Entertainment Ltd. |  |
| "Etzel HaDoda VeHaDod" (con Agam Buhbut)         | 2017 | Sencillos sin álbum | NMC United Entertainment Ltd. |  |
| "Migibor Leoyev"                                 | 2017 | Sencillos sin álbum | NMC United Entertainment Ltd. |  |
| "Makom Leshinuy" (con Avior Malsa)               | 2017 | Sencillos sin álbum | NMC United Entertainment Ltd. |  |
| "Ba Li Otcha"                                    | 2018 | Sencillos sin álbum | NMC United Entertainment Ltd. |  |
| "Drum"                                           | 2019 | Sencillos sin álbum | NMC United Entertainment Ltd. |  |
| "Hatzuf"                                         | 2019 | Sencillos sin álbum | NMC United Entertainment Ltd. |  |
| "Pouch"                                          | 2019 | Sencillos sin álbum | NMC United Entertainment Ltd. |  |
| "SLT"                                            | 2019 | Sencillos sin álbum | NMC United Entertainment Ltd. |  |
| "Meusharim" (por Dolli & Penn, con Liran Danino) | 2019 | Sencillos sin álbum | NMC United Entertainment Ltd. |  |
| "Im Atah Gever"                                  | 2020 | Sencillos sin álbum | NMC United Entertainment Ltd. |  |
| "Million Dollar" (con Shahar Saul)               | 2020 | Sencillos sin álbum | NMC United Entertainment Ltd. |  |
| "Ambulance" (con Jonathan Mergui)                | 2020 | Sencillos sin álbum | NMC United Entertainment Ltd. |  |
| "Yahalomim"                                      | 2021 | Sencillos sin álbum | NMC United Entertainment Ltd. |  |
| "Trilili Tralala" (con Ilan Peled)               | 2021 | Sencillos sin álbum |                               |  |
| "Please Don't Suck"                              | 2021 | Sencillos sin álbum | Atlantic Records              |  |
| "Bad Little Thing"                               | 2021 | Sencillos sin álbum | Atlantic Records              |  |
| "Reashim" (con Osher Cohen)                      | 2021 | Sencillos sin álbum | Aroma Music                   |  |
| "Thought About That"                             | 2022 | Sencillos sin álbum | Atlantic Records              |  |
| "pantera"                                        | 2022 | Sencillos sin álbum | Atlantic Records              |  |
| "Gone"                                           | 2023 | Sencillos sin álbum |                               |  |
| "Unicorn"                                        | 2023 |                     |                               |  |

## Premios
| Año  | Premio         | Categoría                | Resultado |
| ---- | -------------- | ------------------------ | --------- |
| 2016 | Arutz HaYeldim | Cantante del año         | Ganadora  |
| 2016 | MTV EMA        | Cantante israelí del año | Nominada  |
| 2017 | MTV EMA        | Cantante israelí del año | Ganadora  |
| 2018 | MTV EMA        | Cantante israelí del año | Ganadora  |
| 2020 | MTV EMA        | Cantante israelí del año | Ganadora  |
| 2021 | MTV EMA        | Cantante israelí del año | Ganadora  |
| 2022 | MTV EMA        | Cantante israelí del año | Ganadora  |